# Brasserie Valaisanne
 (juillet 2008).
Si vous disposez d'ouvrages ou d'articles de référence ou si vous connaissez des sites web de qualité traitant du thème abordé ici, merci de compléter l'article en donnant les références utiles à sa vérifiabilité et en les liant à la section « Notes et références ».
Fondée en 1865, la Brasserie Valaisanne se trouve à Sion, capitale du canton du Valais. Première brasserie de la région, elle a une capacité de brassage de 90 000 hectolitres de bière par an. Elle appartient depuis 1972 à Feldschlösschen Boissons SA, une filiale du groupe Carlsberg.

## Historique
1802 c’est à cette date qu’apparaissent les premières mentions écrites de la bière en Valais. Les autorités de l’époque promulguent une loi interdisant formellement l’importation de bière, considérant que «ce breuvage inhabituel ne peut que nuire au pays du vin». Ce qui signifie donc que la bière devait déjà compter de nombreux amateurs en Valais.
1812 Bramois compte déjà une brasserie en activité. À une date indéterminée, un brasseur astucieux avait réussi à contourner la loi pour s’installer en plein cœur des vignes. Même les disciples les plus fervents de Bacchus finirent par s’habituer à l’idée que jus de raisin et bière n’étaient pas incompatibles.
1815 Les autorités valaisanne, elles-mêmes ne peuvent plus ignorer la situation. Le 15 décembre de la même année est adoptée une loi qui prévoit la perception d’une taxe de 60 sous par quintal de bière importée, accordant ainsi tacitement la citoyenneté valaisanne à cette nouvelle boisson. Parallèle intéressant, le Valais entre dans la Confédération Suisse la même année.
1834 un horloger du nom de Benoît Avril tente en vain d’installer une brasserie à Sion. L’heure de la bière n’avait pas encore sonné dans la capitale valaisanne.
1844 Hyacinthe Beeger, cafetier-restaurateur de son état, réussit à ouvrir une brasserie (1re inscription de la brasserie dans les registres). Par ailleurs, Beeger est le premier brasseur du canton à déclarer cette profession publiquement et officiellement.
1865 le pharmacien hollandais Maurice de Quay fait concurrence à Beeger en commençant à distribuer de l’eau salée et à fabriquer de la bière. De Quay donne à la brasserie le nom du quartier St. Georges.
1867 Quay ouvre une cantine avec piste de bowling dans le jardin de la corporation des tireurs au nord de l’éperon rocheux de Moroja, ce qui incite son rival de Bramois à inaugurer l’année suivante son propre bar-restaurant en plein air. La concurrence bat alors son plein.
1873 création de la société anonyme des Brasseries Unies de Bramois. Endetté, August Koebel cède ses parts en 1874 à Charles Aymon qui devient alors actionnaire majoritaire. de Quay connaît également des difficultés financières. C’est alors que les chemins jusque-là parallèles des pharmaciens-brasseurs se séparent : Koebel choisit de se recentrer sur son métier de pharmacien tandis que de Quay se consacre entièrement à l’activité de la brasserie.

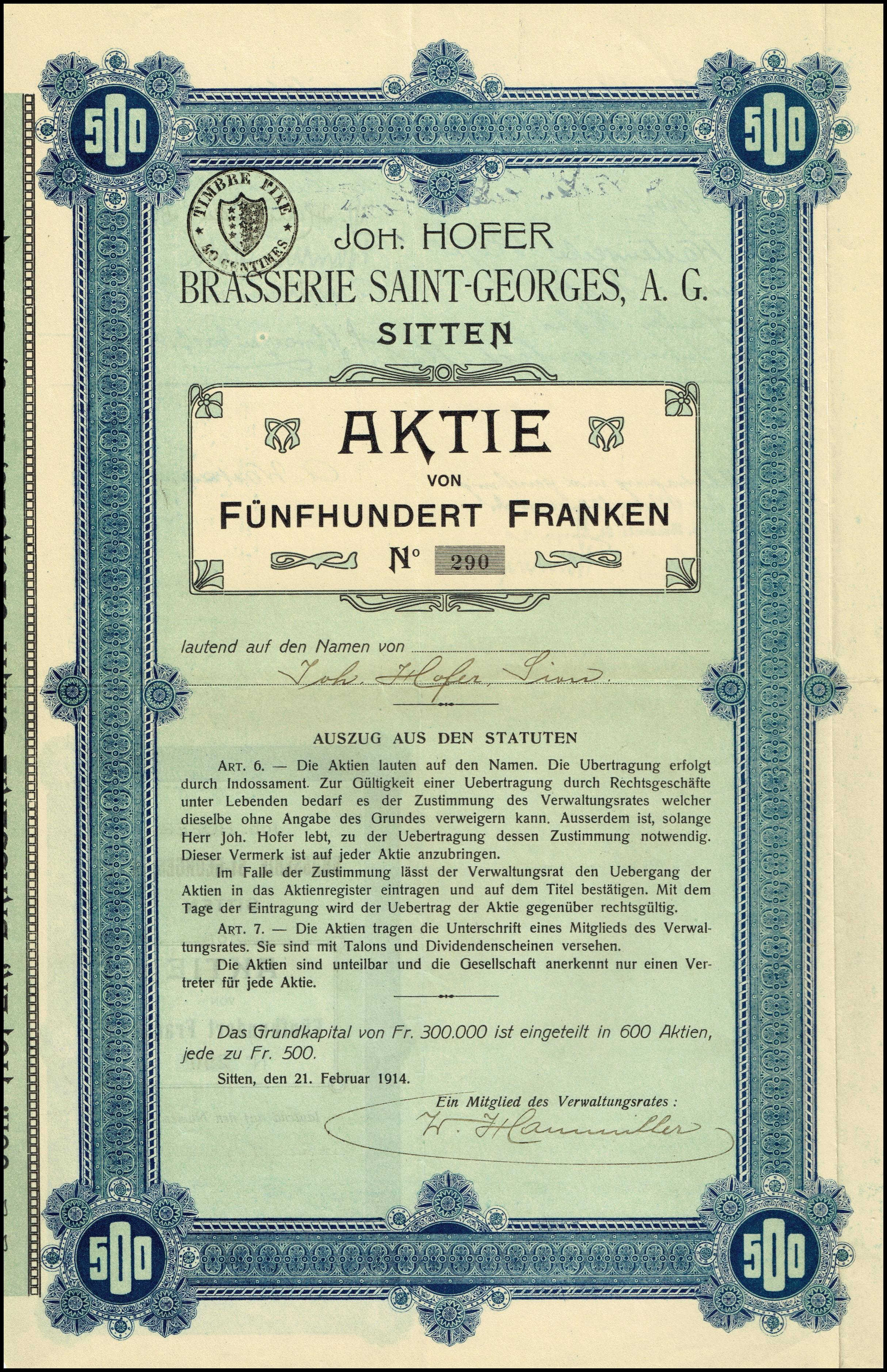
Action de la Joh. Hofer Brasserie Saint-Georges AG en date du 21 fevrier 1914

1880 décès de Maurice de Quay. La brasserie St. Georges est rachetée par le brillant homme d’affaires bernois Johann Hofer qui y emploie très rapidement trois brasseurs, un mécanicien, deux manœuvres et deux charretiers.
1890 le Valais compte sept brasseries : une seule cependant résistera à l’épreuve du temps.
1919 à la mort de Johann Hofer, la direction de Hofer Jean S.A. passe aux mains de ses gendres : W. Haumüller, W. Wartemweiler et F. Sauter.
1926 Georges Fertig cède à la société Jean Hofer la brasserie de Bramois contre 400 titres de participation d’une valeur unitaire de Fr. 50.-. Sous le nom de Brasserie Valaisanne S.A., les Brasseries Unies de Sion et de Bramois demeurent pendant près d’un quart de siècle sous le contrôle des gendres Hofer et de Fertig. Alors que la révolution industrielle n’a pas encore atteint les rives du fleuve Sitter, la production ne cesse d’augmenter pour afficher 13 000 hectolitres par an à la fin de cette époque.
1951 la Brasserie Valaisanne procède à une augmentation de capital, renouvelle son conseil d’administration et engage un nouveau directeur Albert Moll. Sous l’impulsion de ce dernier, la Brasserie franchit un pas décisif en passant de la production artisanale à la production industrielle. Elle modernise ses installations, améliore la qualité de ses produits et élargit son cercle de clientèle. De la délicate alchimie du brassage artisanal naît une science exacte.
1965 la Brasserie Valaisanne fête ses 100 ans et s’installe solidement sur le marché suisse de la bière.
1972 la Brasserie Valaisanne est rachetée par la Brasserie Feldschlösschen.
1992 lancement de la jeune et impertinente « Blonde 25 », qui remporte rapidement un franc succès. Construction d’un autre dépôt de boissons à Viège.
1995 intégration de la société Bürcher und Steiner-Getränke dans l’entrepôt de Viège. Le service clientèle s’en trouve considérablement amélioré car pour la première fois, les clients peuvent commander l’intégralité de leur assortiment de boissons en une seule fois.
2015 la blonde 25 change d'étiquette, la nouvelle étiquette instaurée comporte une partie en français et une en allemand.

## Produits
- La Blonde 25 est la marque phare de la brasserie.

Son nom provient de deux de ses caractéristiques :
1. Son type : blonde (en fait une pils)
2. Sa contenance (25 cl)

- Lager
- Spéciale
- Blanche
- Pale ale (ambrée)

Elle a été inventée par Moritz Meier, maître brasseur de la brasserie valaisanne de 1961 à 1997.